# فرنسيس بور
فرنسيس بور (بالإنجليزية: Francis Burr)‏ هو لاعب كرة قدم أمريكية أمريكي، ولد في 15 سبتمبر 1886 في تشيستنت هل في الولايات المتحدة، وتوفي في 5 ديسمبر 1910 بسبب حمى التيفوئيد.